# Edvardas Černis
| 233661 Alytus        | 31 agosto 2008   |
| 278640 Elenačernienė | 2 settembre 2008 |
| 321045 Kretinga      | 31 agosto 2008   |
| 346318 Elektrėnai    | 31 agosto 2008   |

Edvardas Černis (...) è un astronomo lituano.
Il Minor Planet Center gli accredita le scoperte di due asteroidi, effettuate entrambe il 31 agosto 2008 in collaborazione con Kazimieras Černis.